# لس آنجلس لیکرز
لس آنجِلِس لیکِرز (به انگلیسی: Los Angeles Lakers)، یکی از تیم‌های حاضر اتحادیه ملی بسکتبال است و میزبان آن شهر لس‌آنجلس در ایالت کالیفرنیا است. لیکرز یکی از موفق‌ترین تیم‌ها در تاریخ ان‌بی‌ای است و با ۱۷ قهرمانی صاحب بیشترین تعداد عنوان قهرمانی بعد از بوستون سلتیکس است که ۱۸ بار قهرمان ان‌بی‌ای شده‌است. آخرین قهرمانی لیکرز در سال ۲۰۲۰ بوده‌است. لس آنجلس لیکرز در مجموع ۳۲ بار به فینال مسابقات ان‌بی‌ای رسیده که ۱۷ بار قهرمان و ۱۵ بار نایب قهرمان شده است.
طبق گزارش مؤسسه فوربز، در سال ۲۰۲۳ باشگاه لیکرز با ارزشی حدود ۶.۴ میلیارد دلار سومین تیم ارزشمند در میان تیم‌های ان‌بی‌ای (پس از گلدن استیت واریرز و نیویورک نیکز) است.
این تیم در تقسیم‌بندی ان‌بی‌ای در منطقه پاسیفیک کنفرانس غرب قرار دارد. بازی‌های خانگی لیکرز در ورزشگاه استیپلز سنتر برگزار می‌شود که دیگر تیم ان‌بی‌ای یعنی لس‌آنجلس کلیپرز و لس‌آنجلس کینگز در لیگ هاکی و لس‌آنجلس اسپارکز از لیگ زنان ان‌بی‌ای نیز از این ورزشگاه استفاده می‌کنند.

## تاریخچه
در سال ۱۹۴۷ زمانی که بن برگر و موریس چالف از مینه‌سوتا حق امتیاز باشگاه منحل شدهٔ دیترویت جمز که در لیگ ملی بسکتبال (NBL) حضور داشت را با پرداخت مبلغ ۱۵٬۰۰۰ دلار به ماری وینستون مالک جمز خریدند و باشگاه لیکرز تأسیس شد. سید هارتمن خبرنگار ورزشی مینیاپولیس نقش کلیدی را در پشت صحنه برای انجام معامله و تشکیل تیم ایفا کرد. با الهام از نام مستعار ایالت مینیاپولیس «سرزمین ۱۰۰۰۰ دریاچه»، این تیم را لیکرز نامیدند. هارتمن به آن‌ها کمک کرد تا جان کوندلا را از دانشگاه سنت توماس به عنوان سرمربی به خدمت بگیرند.
لیکرز پنج قهرمانی خود در لیگ را با کمک سنتر خود جورج مایکن در مینیاپولیس به دست آورد. از مایکن به عنوان اولین فوق ستاره لیگ یاد می‌شود. در اواخر دهه ۱۹۵۰ و پس از بازنشستگی مایکن، لیکرز قبل از شروع فصل ۶۰–۶۱ به لس‌آنجلس نقل مکان کرد. با حضور مفاخری چون الگین بیلور و جری وست لیکرز در دهه ۶۰ شش بار به فینال ان‌بی‌ای رسید اما هر بار مقابل بوستون سلتیکس شکست می‌خورد و این آغاز رقابت طولانی این دو تیم قدیمی ان‌بی‌ای بود. در سال ۱۹۶۸ لیکرز ویلت چمبرلین -برنده ۴ باره جایزه ام‌وی‌پی- را در پست سنتر جذب کرد و پس از آنکه در فینال سال‌های ۶۹ و ۷۰ شکست خوردند، سرانجام در فینال سال ۷۲ ششمین قهرمانی ان‌بی‌ای و اولین قهرمانی خود در شهر لس‌آنجلس را کسب کردند. در آن زمان بیل شرمن سرمربی لیکرز بود. پس از بازنشستگی جری وست و ویلت چمبرلین، لیکرز کریم عبدالجبار را در پست سنتر جذب کرد که چندین بار برنده جایزه ام‌وی‌پی شده بود. در دهه ۸۰ لیکرز به خاطر حضور مجیک جانسون و حملات پرسرعت این بازیکن، به "Showtime" معروف شد و توانست پنج قهرمانی دیگر به دست آورد که اولین پیروزی آن‌ها مقابل بوستون سلتیکس در فینال، در سال ۸۵ به وقوع پیوست. بازیکنانی مثل مجیک جانسون، کریم عبدالجبار و جیمز ورثی و پت رایلی در سمت مربی، که نامشان در تالار مشاهیر ان‌بی‌ای ثبت شده همه در این تیم حضور داشتند. پس از بازنشستگی عبدالجبار و جانسون، لیکرز تا اوایل دهه ۹۰ ستاره‌ای نداشت تا اینکه کوبی برایانت و شکیل اونیل در سال ۹۶ به این تیم پیوستند. با رهبری اونیل، برایانت و دیگر مربی تالار مشاهیر یعنی فیل جکسون، لیکرز در سال‌های ۲۰۰۰ تا ۲۰۰۲ سه بار پیاپی قهرمان ان‌بی‌ای شد. پس از شکست در فینال سال‌های ۲۰۰۴ و ۲۰۰۸، لیکرز با شکست اورلندو مجیک و بوستون در سال‌های ۲۰۰۹ و ۲۰۱۰ دو قهرمانی دیگر به دست آورد. این تیم با ۳۳ پیروزی متوالی در فصل ۷۱–۷۲ دارنده رکورد بیشترین بردهای متوالی در ان‌بی‌ای و همچنین در سایر رشته‌های ورزشی حرفه‌ای آمریکاست. هشت بازیکن لیکرز یعنی کریم عبدالجبار، مجیک جانسون، شکیل اونیل و کوبی برایانت در دوران حضورشان در لیکرز در مجموع ۸ بار برنده جایزه ام‌وی‌پی ان بی ای شده‌اند. آخرین قهرمانی لیکرز در سال ۲۰۲۰ به‌دست آمد که لبران جیمز ستارهٔ این تیم، جایزهٔ بهترین بازیکن فینال را کسب کرد

## تالار مشاهیر بسکتبال، شماره‌های مشهور و بایگانی شده
لیکرز ۳۰ بازیکن در لیست تالار مشاهیر بسکتبال را دارند (۲۳ بازیکن، ۴ سرمربی، ۱ کمک مربی و ۲ تن از شرکت کنندگان) که در این باشگاه شرکت داشتند.
| تالار مشاهیر لس آنجلس لیکرز | تالار مشاهیر لس آنجلس لیکرز | تالار مشاهیر لس آنجلس لیکرز | تالار مشاهیر لس آنجلس لیکرز             | تالار مشاهیر لس آنجلس لیکرز | تالار مشاهیر لس آنجلس لیکرز | تالار مشاهیر لس آنجلس لیکرز | تالار مشاهیر لس آنجلس لیکرز | تالار مشاهیر لس آنجلس لیکرز | تالار مشاهیر لس آنجلس لیکرز |
| بازیکنان                    | بازیکنان                    | بازیکنان                    | بازیکنان                                | بازیکنان                    | بازیکنان                    | بازیکنان                    | بازیکنان                    | بازیکنان                    | بازیکنان                    |
| شماره                       | نام                         | پست                         | دوران حضور                              | سال ورود به تالار           | شماره                       | نام                         | پست                         | دوران حضور                  | سال ورود به تالار           |
| --------------------------- | --------------------------- | --------------------------- | --------------------------------------- | --------------------------- | --------------------------- | --------------------------- | --------------------------- | --------------------------- | --------------------------- |
| ۴                           | آدریان دانتلی               | فوروارد                     | ۱۹۷۷–۱۹۷۹                               | ۲۰۰۸                        | ۳۱                          | اسپنسر هیوود                | فوروارد                     | ۱۹۷۹–۱۹۸۰                   | ۲۰۱۵                        |
| ۱۱                          | کارل مالون                  | فوروارد                     | ۲۰۰۳–۲۰۰۴                               | ۲۰۱۰                        | ۳۲                          | مجیک جانسون                 | گارد                        | ۱۹۷۹–۱۹۹۱ ۱۹۹۶              | ۲۰۰۲                        |
| ۱۱                          | باب مک آدو                  | فوروارد/سنتر                | ۱۹۸۱–۱۹۸۵                               | ۲۰۰۰                        | ۳۳                          | کریم عبدالجبار              | سنتر                        | ۱۹۷۵–۱۹۸۹                   | ۱۹۹۵                        |
| ۱۳                          | ویلت چمبرلین                | سنتر                        | ۱۹۶۸–۱۹۷۳                               | ۱۹۷۹                        | ۳۴                          | کلاید لاولت                 | فوروارد/سنتر                | ۱۹۵۳–۱۹۵۷                   | ۱۹۸۸                        |
| ۱۷                          | جیم پولارد                  | فوروارد                     | ۱۹۴۸–۱۹۵۵                               | ۱۹۷۸                        | ۳۴                          | شکیل اونیل                  | سنتر                        | ۱۹۹۶–۲۰۰۴                   | ۲۰۱۶                        |
| ۱۹                          | ورن میکلسن                  | فوروارد                     | ۱۹۴۹–۱۹۵۹                               | ۱۹۹۵                        | ۴۲                          | کانی هاوکینز                | فوروارد/سنتر                | ۱۹۷۳–۱۹۷۵                   | ۱۹۹۲                        |
| ۲۰                          | گری پیتون                   | گارد                        | ۲۰۰۳–۲۰۰۴                               | ۲۰۱۳                        | ۴۲                          | جیمز ورثی                   | فوروارد                     | ۱۹۸۲–۱۹۹۴                   | ۲۰۰۳                        |
| ۲۲                          | الگین بیلور                 | فوروارد                     | ۱۹۵۸–۱۹۷۱                               | ۱۹۷۷                        | ۴۴                          | جری وست                     | گارد                        | ۱۹۶۰–۱۹۷۴                   | ۱۹۸۰                        |
| ۲۲                          | اسلاتر مارتین               | گارد                        | ۱۹۴۹–۱۹۵۶                               | ۱۹۸۲                        | ۵۲                          | جمال ویلکس                  | فوروارد                     | ۱۹۷۷–۱۹۸۵                   | ۲۰۱۲                        |
| ۲۳                          | میچ ریچموند                 | گارد                        | ۲۰۰۱–۲۰۰۲                               | ۲۰۱۴                        | ۷۳                          | دنیس رادمن                  | فوروارد                     | ۱۹۹۹                        | ۲۰۱۱                        |
| ۲۵                          | گیل گودریچ                  | گارد                        | ۱۹۶۵–۱۹۶۸ ۱۹۷۰–۱۹۷۶                     | ۱۹۹۶                        | ۹۹                          | جورج مایکن                  | سنتر                        | ۱۹۴۸–۱۹۵۴ ۱۹۵۵–۱۹۵۶         | ۱۹۵۹                        |
| ۳۱                          | زلمو بیتی                   | سنتر                        | ۱۹۷۴–۱۹۷۵                               | ۲۰۱۶                        |                             |                             |                             |                             |                             |
| مربیان                      |                             |                             |                                         |                             |                             |                             |                             |                             |                             |
| نام                         | نام                         | پست                         | دوران حضور                              | سال ورود به تالار           | نام                         | نام                         | پست                         | دوران حضور                  | سال ورود به تالار           |
| جان کوندلا                  | جان کوندلا                  | سرمربی                      | ۱۹۴۸–۱۹۵۷ ۱۹۵۸–۱۹۵۹                     | ۱۹۹۵                        | فیل جکسون                   | فیل جکسون                   | سرمربی                      | ۱۹۹۹–۲۰۰۴ ۲۰۰۵–۲۰۱۱         | ۲۰۰۷                        |
| بیل شرمن                    | بیل شرمن                    | سرمربی                      | ۱۹۷۱–۱۹۷۶                               | ۲۰۰۴                        | تکس وینتر                   | تکس وینتر                   | کمک مربی                    | ۱۹۹۹–۲۰۰۸                   | ۲۰۱۱                        |
| پت رایلی                    | پت رایلی                    | کمک/سرمربی                  | ۱۹۷۹–۱۹۸۱ (کمک مربی) ۱۹۸۱–۱۹۹۰ (سرمربی) | ۲۰۰۸                        |                             |                             |                             |                             |                             |
| شرکت‌کننده                   |                             |                             |                                         |                             |                             |                             |                             |                             |                             |
| نام                         | نام                         | پست                         | دوران حضور                              | سال ورود به تالار           | نام                         | نام                         | پست                         | دوران حضور                  | سال ورود به تالار           |
| جری باس                     | جری باس                     | مالک                        | ۱۹۷۹–۲۰۱۳                               | ۲۰۱۰                        |                             | چیک هرن                     | گوینده                      | ۱۹۶۱–۲۰۰۲                   | ۲۰۰۳                        |

### تالار مشاهیر فیبا
| تالار مشاهیر لس آنجلس لیکرز | تالار مشاهیر لس آنجلس لیکرز | تالار مشاهیر لس آنجلس لیکرز | تالار مشاهیر لس آنجلس لیکرز | تالار مشاهیر لس آنجلس لیکرز |
| بازیکنان                    | بازیکنان                    | بازیکنان                    | بازیکنان                    | بازیکنان                    |
| شماره                       | نام                         | پست                         | دوران حضور                  | سال ورود به تالار           |
| --------------------------- | --------------------------- | --------------------------- | --------------------------- | --------------------------- |
| ۱۲                          | ولاد دیواک                  | سنتر                        | ۱۹۸۹–۱۹۹۶ ۲۰۰۴–۲۰۰۵         | ۲۰۱۰                        |
| ۳۴                          | شکیل اونیل                  | سنتر                        | ۱۹۹۶–۲۰۰۴                   | ۲۰۱۷                        |

### شماره‌های بایگانی شده

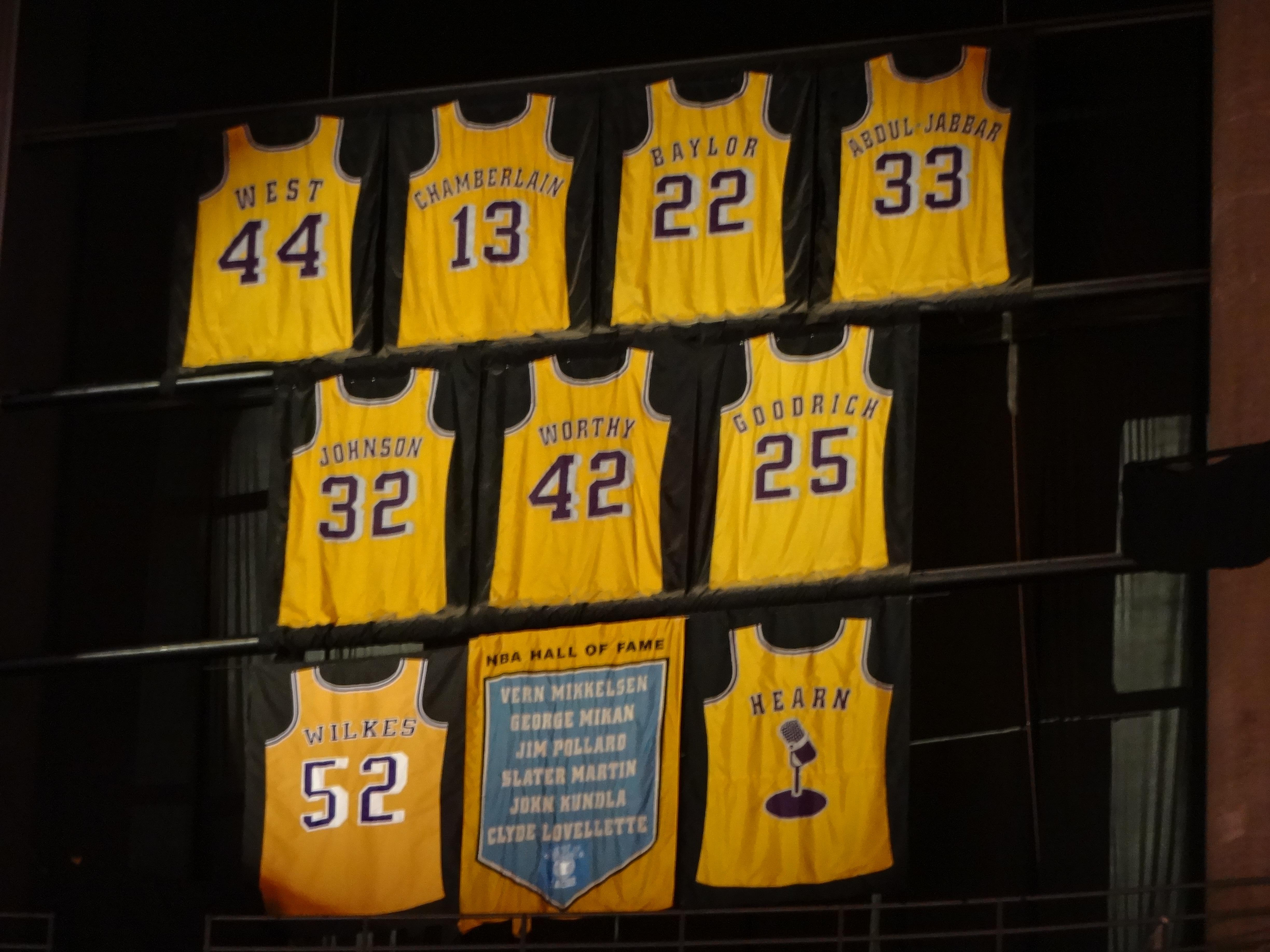
شماره‌های بایگانی شده لیکرز که در استیپلز سنتر آویزان شده‌اند

لیکرز یازده شماره پیراهن و یک میکروفون افتخاری را به افتخار بازیکنان و گزارشگر خود بازنشسته کرده است.
| شماره‌های بایگانی شده لس آنجلس لیکرز | شماره‌های بایگانی شده لس آنجلس لیکرز | شماره‌های بایگانی شده لس آنجلس لیکرز | شماره‌های بایگانی شده لس آنجلس لیکرز | شماره‌های بایگانی شده لس آنجلس لیکرز |
| شماره.                              | بازیکن                              | پست                                 | دوران حضور                          | تاریخ مراسم                         |
| ----------------------------------- | ----------------------------------- | ----------------------------------- | ----------------------------------- | ----------------------------------- |
| ۸                                   | کوبی برایانت                        | گارد                                | ۱۹۹۶–۲۰۰۶                           | دسامبر ۱۸، ۲۰۱۷                     |
| ۱۳                                  | ویلت چمبرلین                        | سنتر                                | ۱۹۶۸–۱۹۷۳                           | نوامبر ۹، ۱۹۸۳                      |
| ۲۲                                  | الگین بیلور                         | فوروارد                             | ۱۹۵۸–۱۹۷۱                           | نوامبر ۹، ۱۹۸۳                      |
| ۲۴                                  | کوبی برایانت                        | گارد                                | ۲۰۰۶–۲۰۱۶                           | دسامبر ۱۸، ۲۰۱۷                     |
| ۲۵                                  | گیل گودریچ                          | گارد                                | ۱۹۶۵–۱۹۶۸ ۱۹۷۰–۱۹۷۶                 | نوامبر ۲۰، ۱۹۹۶                     |
| ۳۲                                  | مجیک جانسون                         | گارد                                | ۱۹۷۹–۱۹۹۱ ۱۹۹۶                      | فوریه ۱۶، ۱۹۹۲                      |
| ۳۳                                  | کریم عبدالجبار                      | سنتر                                | ۱۹۷۵–۱۹۸۹                           | مارس ۲۰، ۱۹۸۹                       |
| ۳۴                                  | شکیل اونیل                          | سنتر                                | ۱۹۹۶–۲۰۰۴                           | آوریل ۲، ۲۰۱۳                       |
| ۴۲                                  | جیمز ورثی                           | فوروارد                             | ۱۹۸۲–۱۹۹۴                           | دسامبر ۱۰، ۱۹۹۵                     |
| ۴۴                                  | جری وست                             | گارد                                | ۱۹۶۰–۱۹۷۴                           | نوامبر ۱۹، ۱۹۸۳                     |
| ۵۲                                  | جمال ویلکس                          | فوروارد                             | ۱۹۷۷–۱۹۸۵                           | دسامبر ۲۸، ۲۰۱۲                     |
|                                     | چیک هرن                             | گوینده                              | ۱۹۶۱–۲۰۰۲                           | دسامبر ۲، ۲۰۰۲                      |

## نگارخانه

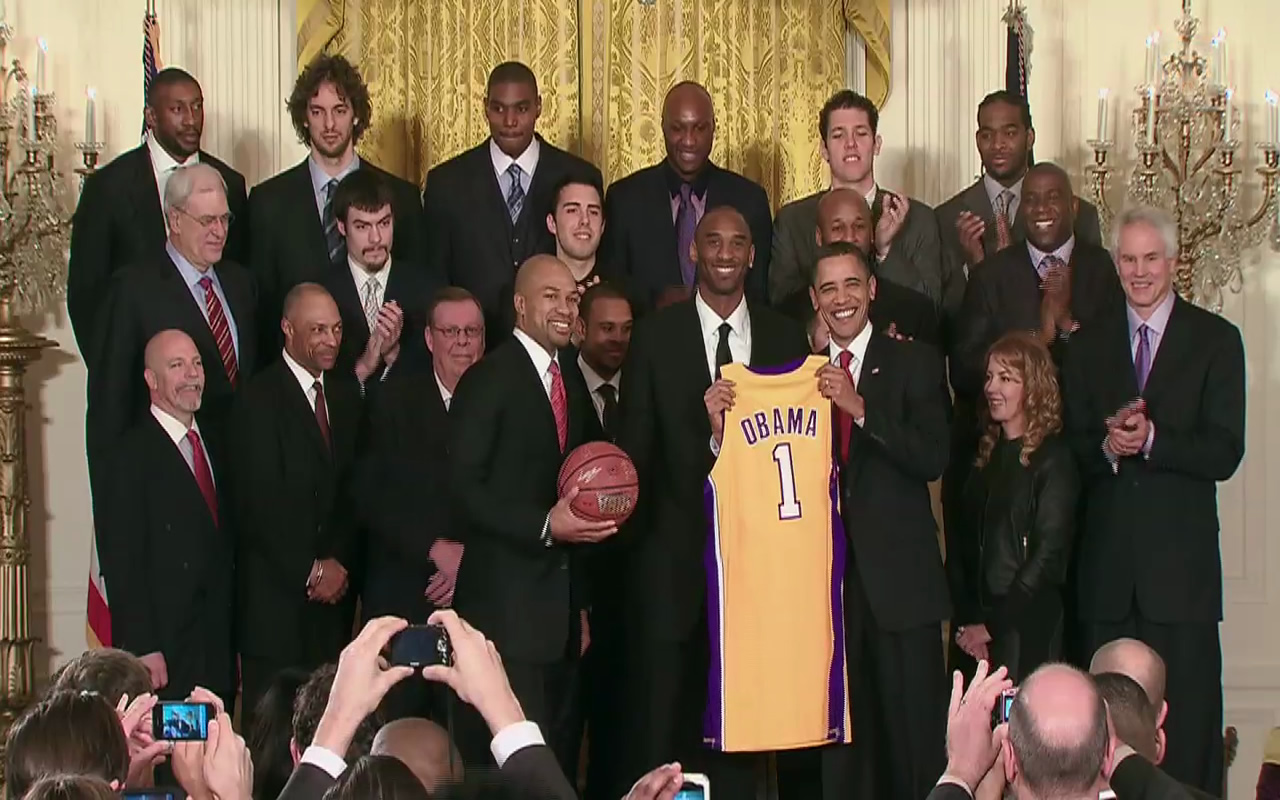
تیم لیکرز در ضیافتی در کاخ سفید با اوباما پس از قهرمانی در فصل ۲۰۰۸-۲۰۰۹ ان بی ای
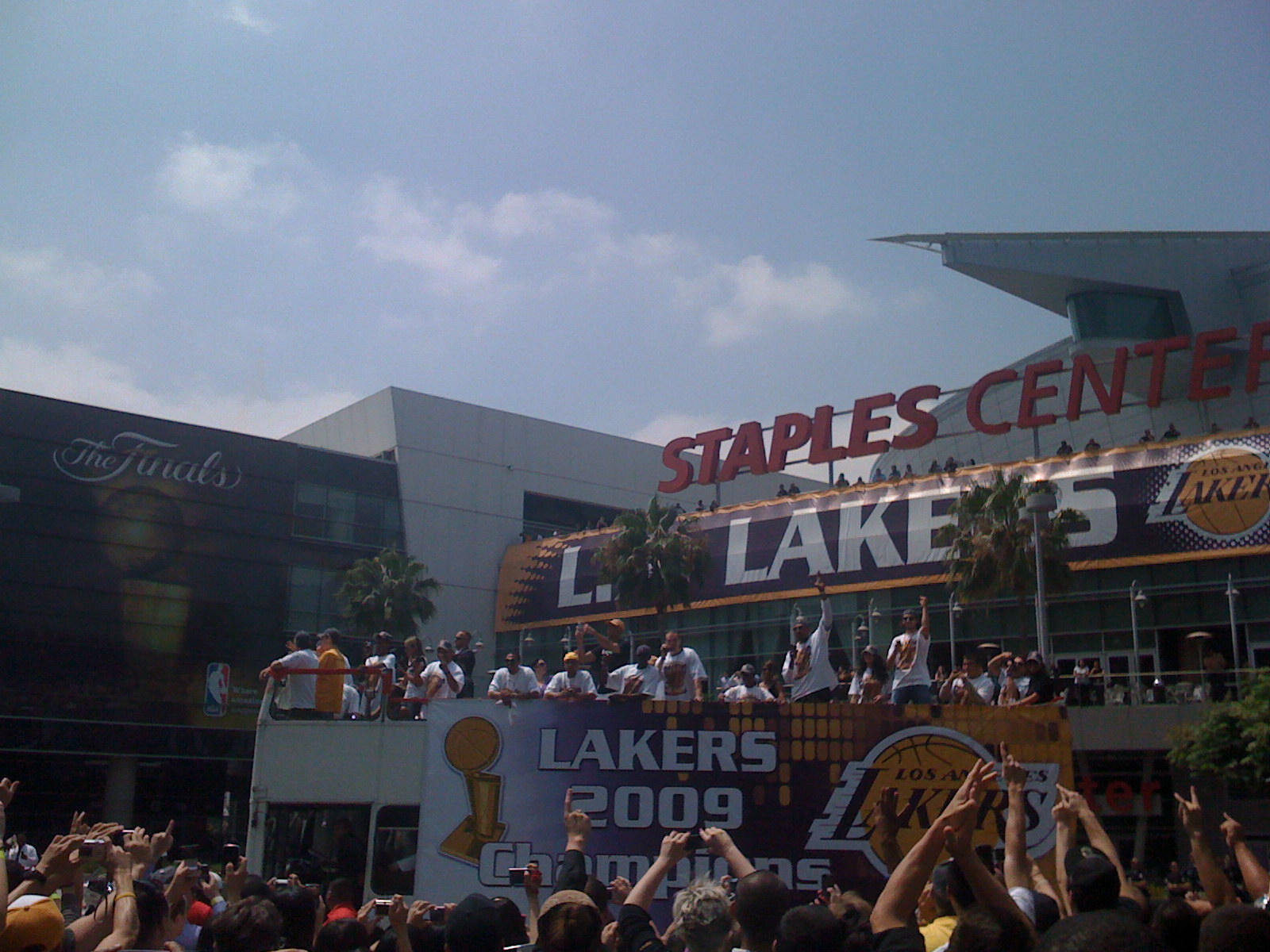
جشن پس از قهرمانی در فصل ۲۰۰۸-۲۰۰۹ ان بی ای

## طرفداران
لیکر گرلز، هلهله‌چیان رسمی این تیم هستند.
در میان مشاهیر، ادل و کریس راک، توبی مگوایر، متیو پری، آیس کیوب، اشتون کوچر، زاک افرون، لئوناردو دیکاپریو، دیوید بکهام، کریس وو و کیلیان امباپه و لوییس همیلتون و جک نیکلسون و مایکل بی. جردن و کندال جنر و اندی گارسیا و کوین هارت و وودی هرلسون و جک هارلو و شوگا و نیا لانگ و دان چیدل و کویوو و کیم کارداشیان و جری لورنزو و برایس یانگ و کوری گمبل و  ماوریک کارتر از طرفداران بزرگ این تیم محسوب می‌گردند.

## وبگاه رسمی
- Los Angeles Lakers